# Plutonium 244
table
Le plutonium 244, noté 244Pu, est l'isotope du plutonium dont le nombre de masse est égal à 244 : son noyau atomique compte 94 protons et 150 neutrons avec un spin 0+ pour une masse atomique de 244,064 20 g/mol. Il est caractérisé par un excès de masse de 59 806,0 ± 2,3 keV et une énergie de liaison nucléaire par nucléon de 7 524,8 keV. Un gramme de plutonium 244 présente une radioactivité de 670,7 kBq.
Il donne de l'uranium 240 par désintégration α avec une période radioactive de 81,8 Ma et une énergie de désintégration de 4,666 MeV. Dans 0,12 % des cas, il se désintègre par fission spontanée, soit 804 900 fissions spontanées par seconde dans un kilogramme de 244Pu pur.
Le plutonium 244 est assez difficile à produire par voie naturelle dans les minerais d'uranium par capture neutronique, et n'est pas non plus produit en quantités significatives par le cycle du combustible nucléaire. Néanmoins, de telles captures neutroniques successives peuvent avoir lieu également lors d'explosions nucléaires sur Terre et conduire par conséquent à la formation de petites quantités de plutonium 244, comme cela fut le cas dans le test Ivy Mike.
La présence du plutonium 244 à l'état de traces dans le milieu naturel est généralement attribuée à des reliquats de plutonium primordial,, formé par processus r lors d'explosions de supernovae. La présence du plutonium 244 pendant la formation du Système solaire (radioactivité éteinte) est attestée par l'observation de traces de fission spécifiques dans les échantillons anciens (dans les météorites, notamment), et repérable dans la composition isotopique du xénon d'échantillons similaires, le xénon étant un produit de fission du plutonium. En 2021 une étude a révélé la présence de 181 atomes de plutonium 244 dans un échantillon de croûte océanique; cette présence conjointe à celle d'atomes de fer 60 est expliquée par l'explosion de deux supernovae relativement proches de la Terre dans les dix derniers millions d'années.
Du plutonium 244 est produit en petites quantités (quelques grammes) aux États-Unis depuis la fin du XXe siècle par capture neutronique en exposant pendant plusieurs années du plutonium dans des réacteurs à haut flux (6×1015 neutrons·cm−2·s−1). Ce nucléide sert de référence aux organismes de contrôle pour mesurer avec précision la composition isotopique et la concentration en plutonium d'échantillons par dilution isotopique et spectroscopie de masse.